# Йоргос Зонголопулос

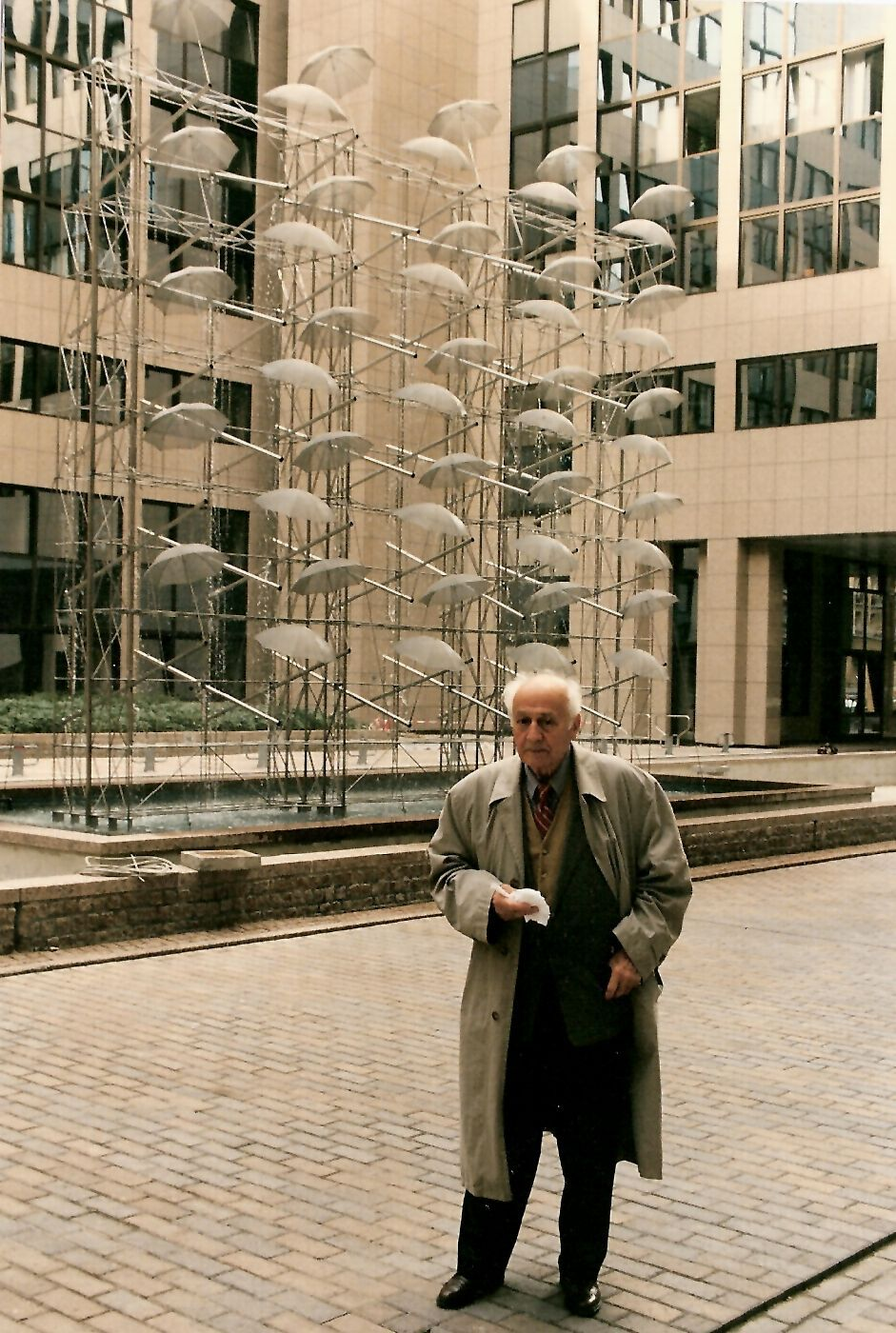
Зонґолопулос у 1995 у Брюсселі

Йорґос Зонґолопулос (грец. Γιώργος Ζογγολόπουλος, * 1 березня 1901 в Афінах; † 11 травня 2004) — грецький скульптор, митець інсталяції, представник модернізму, філософ і візіонер.

## Життєпис
Зонґолопулос народився в Афінах у 1901 в родині, яка походила з Коринфу.
Зонґолопулос навчався від 1924 до 1930 в Афінській вищій художній школі, а пізніше за міжнародною стипендією продовжив навчання у Франції та Італії. Ще перед своїм начанням він запізнав відомого в майбутньому архітектора Патроклоса Карантіноса, з яким пізніше співпрацював у багатьох проєктах. У 1936 одружився з Єленою Пасхаліду, з якою познайомився на офіційному прийомі.
Починаючи з 1946 року, дев'ять разів виставлявся на Венеційському бієнале. Йому принесли відомість його інсталяції з парасольками 1988 року, серед них у приміщенні Cour d'Honneur штабквартири Європейської Унії, а також найбільш відома — на набережній Nea Paralia у Тессалоніках. Також відома його інсталяція 1998 року в Німеччині 1998 Tel-Néant на Віттенберґпляц у Берліні та у Ваймарі.

## Вебпосилання
- Вебсторінка Фонду Зонґолопулоса [Архівовано 27 листопада 2021 у Wayback Machine.]